# Deutsche Freie-Partie-Meisterschaft 1987/88

Veranstaltungsort: Bochum

Die Deutsche Freie-Partie-Meisterschaft 1987/88 ist eine Billard-Turnierserie und fand vom 25. bis zum 27. September 1987 in Bochum zum 24. Mal statt.

## Geschichte
Der Billard-Verband Westfalen als Verband und der DBC Bochum als lokaler Ausrichter organisierten die Deutsche Meisterschaft.
Nach vielen sehr guten Leistungen der vergangenen Jahre sicherte sich Thomas Wildförster zum ersten Mal den Deutschen Meistertitel in der Freien Partie. Im Finale bezwang er seinen Klubkameraden Dieter Großjung mit 400:85 in einer Aufnahme. Den dritten Platz belegte der junge Bochumer Volker Baten. Dafür brauchte er aber gute Nerven. Nachdem beide Akteure die benötigten 400 Punkte in einer Aufnahme erreicht hatten, musste eine Verlängerung entscheiden. Hier siegte Baten mit 40:0 in zwei Aufnahmen gegen Manfred Getz aus Duisburg-Hamborn.

## Modus
Gespielt wurde in der Gruppenphase bis 300 Punkte, in der K.o.-Runde bis 400 Punkte.
Die Endplatzierung ergab sich aus folgenden Kriterien:
1. Matchpunkte
2. Generaldurchschnitt (GD)
3. Höchstserie (HS)

## Turnierverlauf

### Gruppenphase
| MP    | Match Points (Sieger = 2; Unentschieden = 1; Verlierer = 0) |
| Pkte. | Erzielte Karambolagen                                       |
| Aufn. | Benötigte Versuche                                          |
| GD    | Generaldurchschnitt                                         |
| BED   | Bester Einzeldurchschnitt eines Spielers                    |
| HS    | Höchstserie                                                 |
|       | Bester GD des Turniers                                      |
|       | Bester ED des Turniers                                      |
|       | Beste HS des Turniers                                       |
|       | 1. Platz (Gold)                                             |
|       | 2. Platz (Silber)                                           |
|       | 3. Platz (Bronze)                                           |

| Platz                      | Name                         | MP  | Pkte. | Aufn. | GD     | BED    | HS  |
| -------------------------- | ---------------------------- | --- | ----- | ----- | ------ | ------ | --- |
| 1                          | Thomas Wildförster (Essen)   | 6:0 | 900   | 5     | 180,00 | 300,00 | 300 |
| 2                          | Manfred Getz (Duisburg)      | 4:2 | 616   | 4     | 154,00 | 300,00 | 300 |
| 3                          | Dieter Steinberger (Kempten) | 2:4 | 344   | 8     | 43,00  | 100,00 | 295 |
| 4                          | Heinz Janzen (Bottrop)       | 0:6 | 207   | 5     | 41,40  | –      | 86  |
| Gruppendurchschnitt: 93,95 |                              |     |       |       |        |        |     |

| Platz                      | Name                        | MP  | Pkte. | Aufn. | GD     | BED    | HS  |
| -------------------------- | --------------------------- | --- | ----- | ----- | ------ | ------ | --- |
| 1                          | Volker Baten (Bochum)       | 6:0 | 900   | 6     | 150,00 | 300,00 | 300 |
| 2                          | Klaus Müller (Elversberg)   | 4:2 | 615   | 13    | 47,30  | 60,00  | 208 |
| 3                          | Volker Simanowski (Velbert) | 2:4 | 335   | 9     | 37,22  | 150,00 | 294 |
| 4                          | Orhan Erogul (Frankfurt)    | 0:6 | 200   | 8     | 25,00  | –      | 127 |
| Gruppendurchschnitt: 56,94 |                             |     |       |       |        |        |     |

| Platz                      | Name                      | MP  | Pkte. | Aufn. | GD     | BED    | HS  |
| -------------------------- | ------------------------- | --- | ----- | ----- | ------ | ------ | --- |
| 1                          | Dieter Großjung (Essen)   | 6:0 | 900   | 7     | 128,57 | 150,00 | 299 |
| 2                          | Fabian Blondeel (Bochum)  | 3:3 | 606   | 8     | 75,75  | 100,00 | 195 |
| 3                          | Hans Büdding (Düsseldorf) | 2:4 | 304   | 11    | 27,63  | 100,00 | 161 |
| 4                          | Klaus Bosel (Neunkirchen) | 1:5 | 807   | 12    | 67,25  | 100,00 | 236 |
| Gruppendurchschnitt: 68,86 |                           |     |       |       |        |        |     |

### Finalrunde
| Halbfinale         |     |         |   |        |        |     |
| Thomas Wildförster | 2:0 | 400     | 3 | 133,33 | 133,33 | 360 |
| Manfred Getz       | 0:2 | 13      | 3 | 4,33   | –      | 13  |
| Volker Baten       | 0:2 | 179     | 2 | 89,50  | –      | 107 |
| Dieter Großjung    | 2:0 | 400     | 2 | 200,00 | 200,00 | 399 |
| Spiel um Platz 3   |     |         |   |        |        |     |
| Manfred Getz       | 0:2 | 400(0)  | 1 | 400,00 | 400,00 | 400 |
| Volker Baten       | 2:0 | 400(40) | 1 | 400,00 | 400,00 | 400 |
| Finale             |     |         |   |        |        |     |
| Thomas Wildförster | 2:0 | 400     | 1 | 400,00 | 400,00 | 400 |
| Dieter Großjung    | 0:2 | 85      | 1 | 85,00  | –      | 85  |

### Abschlusstabelle
| MP    | Match Points (Sieger = 2; Unentschieden = 1; Verlierer = 0) |
| Pkte. | Erzielte Karambolagen                                       |
| Aufn. | Benötigte Versuche                                          |
| GD    | Generaldurchschnitt                                         |
| BED   | Bester Einzeldurchschnitt eines Spielers                    |
| HS    | Höchstserie                                                 |
|       | Bester GD des Turniers                                      |
|       | Bester ED des Turniers                                      |
|       | Beste HS des Turniers                                       |
|       | 1. Platz (Gold)                                             |
|       | 2. Platz (Silber)                                           |
|       | 3. Platz (Bronze)                                           |

| Klassement                 | Klassement                   | Klassement | Klassement | Klassement | Klassement | Klassement | Klassement | Klassement |
| Platz                      | Name                         | MP         | Pkte.      | Aufn.      | GD         | BED        | HS         |            |
| -------------------------- | ---------------------------- | ---------- | ---------- | ---------- | ---------- | ---------- | ---------- | ---------- |
| 1                          | Thomas Wildförster (Essen)   | 10:0       | 1700       | 9          | 188,88     | 400,00     | 400        |            |
| 2                          | Dieter Großjung (Essen)      | 8:2        | 1385       | 10         | 138,50     | 200,00     | 399        |            |
| 3                          | Volker Baten (Bochum)        | 8:2        | 1479       | 9          | 164,33     | 400,00     | 400        |            |
| 4                          | Manfred Getz (Duisburg)      | 4:6        | 1029       | 8          | 128,62     | 400,00     | 400        |            |
| 5                          | Klaus Müller (Elversberg)    | 4:2        | 615        | 13         | 47,30      | 60,00      | 208        |            |
| 6                          | Fabian Blondeel (Bochum)     | 3:3        | 606        | 8          | 75,75      | 100,00     | 195        |            |
| 7                          | Dieter Steinberger (Kempten) | 2:4        | 344        | 8          | 43,00      | 100,00     | 295        |            |
| 8                          | Volker Simanowski (Velbert)  | 2:4        | 335        | 9          | 37,22      | 150,00     | 294        |            |
| 9                          | Hans Büdding (Düsseldorf)    | 2:4        | 304        | 11         | 27,63      | 100,00     | 161        |            |
| 10                         | Klaus Bosel (Neunkirchen)    | 1:5        | 807        | 12         | 67,25      | 100,00     | 236        |            |
| 11                         | Heinz Janzen (Bottrop)       | 0:6        | 207        | 5          | 41,40      | –          | 86         |            |
| 12                         | Orhan Erogul (Frankfurt)     | 0:6        | 200        | 8          | 25,00      | –          | 127        |            |
| Turnierdurchschnitt: 81,97 |                              |            |            |            |            |            |            |            |